# Streptanthus
Genre
Streptanthus est un genre de végétaux appartenant à la famille des Brassicaceae.

## Liste d'espèces
Selon ITIS :
- Streptanthus albidus Greene
- Streptanthus barbatus S. Wats.
- Streptanthus barbiger Greene
- Streptanthus batrachopus J.L. Morrison
- Streptanthus benardinus (Greene) Parish
- Streptanthus bernardinus (Greene) Parish
- Streptanthus brachiatus F.W. Hoffmann
- Streptanthus bracteatus Gray
- Streptanthus breweri Gray
- Streptanthus callistus J.L. Morrison
- Streptanthus campestris S. Wats.
- Streptanthus carinatus C. Wright ex Gray
- Streptanthus cordatus Nutt.
- Streptanthus cutleri Cory
- Streptanthus diversifolius S. Wats.
- Streptanthus drepanoides Kruckeberg & Morrison
- Streptanthus farnsworthianus J.T. Howell
- Streptanthus fenestratus (Greene) J.T. Howell
- Streptanthus glandulosus Hook.
- Streptanthus gracilis Eastw.
- Streptanthus hesperidis Jepson
- Streptanthus hispidus Gray
- Streptanthus howellii S. Wats.
- Streptanthus hyacinthoides Hook.
- Streptanthus insignis Jepson
- Streptanthus lemmonii (S. Wats.) Jepson
- Streptanthus maculatus Nutt.
- Streptanthus morrisonii F.W. Hoffmann
- Streptanthus niger Greene
- Streptanthus oliganthus Rollins
- Streptanthus platycarpus Gray
- Streptanthus polygaloides Gray
- Streptanthus shastensis Price, D. Taylor, & Buck
- Streptanthus sparsiflorus Rollins
- Streptanthus squamiformis Goodman
- Streptanthus tortuosus Kellogg

Selon BrassiBase (2019), le genre compte les espèces suivantes:
- Streptanthus amplexicaulis (S. Watson) Jeps.
- Streptanthus anceps (Payson) Hoover
- Streptanthus barbatus S. Watson
- Streptanthus barbiger Greene
- Streptanthus barnebyi (Rollins & P.K. Holmgren) Al-Shehbaz
- Streptanthus batrachopus J.L. Morrison
- Streptanthus bernardinus (Greene) Parish
- Streptanthus brachiatus F.W. Hoffm.
- Streptanthus bracteatus A. Gray
- Streptanthus breweri A. Gray
- Streptanthus californicus (S. Watson) Greene
- Streptanthus callistus J.L. Morrison
- Streptanthus campestris S. Watson
- Streptanthus carinatus C. Wright
  - Streptanthus carinatus subsp. arizonicus (S. Watson) Kruckeb., Rodman & Worth.
  - Streptanthus carinatus subsp. carinatus C. Wright
- Streptanthus cooperi (S. Watson) Al-Shehbaz
- Streptanthus cordatus Nutt.
- Streptanthus cordatus var. cordatus Nutt.
  - Streptanthus cordatus var. piutensis J.T. Howell
- Streptanthus coulteri (S. Watson) Greene
- Streptanthus crassicaulis Torr.
- Streptanthus cutleri Cory
- Streptanthus diversifolius S. Watson
- Streptanthus drepanoides Kruckeb. & J.L. Morrison
- Streptanthus farnsworthianus J.T. Howell
- Streptanthus fenestratus (Greene) J.T. Howell
- Streptanthus flavescens Hook.
- Streptanthus glandulosus Hook.
  - Streptanthus glandulosus subsp. albidus (Greene) Al-Shehbaz, M. Mayer & D.W. Taylor
  - Streptanthus glandulosus subsp. arkii M. Mayer
  - Streptanthus glandulosus subsp. hoffmanii (Kruckeb.) M. Mayer & D.W. Taylor
  - Streptanthus glandulosus subsp. glandulosus Hook.
  - Streptanthus glandulosus subsp. josephinensis Al-Shehbaz & M. Mayer
  - Streptanthus glandulosus subsp. niger (Greene) Al-Shehbaz, M. Mayer & D.W. Taylor
  - Streptanthus glandulosus subsp. pulchellus (Greene) Kruckeb.
  - Streptanthus glandulosus subsp. raichei M. Mayer
  - Streptanthus glandulosus subsp. secundus (Greene) Kruckeb.
  - Streptanthus glandulosus subsp. sonomensis (Kruckeb.) M. Mayer & D.W. Taylor
- Streptanthus glaucus (S. Watson) Jeps.
- Streptanthus gracilis Eastw.
- Streptanthus hallii (Payson) Jeps.
- Streptanthus hammittii (S. Boyd & T.S. Ross) Al-Shehbaz
- Streptanthus hesperidis Jeps.
- Streptanthus heterophyllus Nutt.
- Streptanthus hispidus A. Gray
- Streptanthus howellii S. Watson
- Streptanthus hyacinthoides Hook.
- Streptanthus inflatus (S. Watson) Greene
- Streptanthus insignis Jeps.
  - Streptanthus insignis subsp. insignis Jeps.
  - Streptanthus insignis subsp. lyonii Kruckeb. & J.L. Morrison
- Streptanthus lasiophyllus (Hook. & Arn.) Hoover
- Streptanthus lemmonii (S. Watson) Jeps.
- Streptanthus longirostris (S. Watson) S. Watson
- Streptanthus longisiliquus G. Clifton & R. Buck
- Streptanthus maculatus Nutt.
- Streptanthus major (M.E. Jones) Jeps.
- Streptanthus morrisonii F.W. Hoffm.
- Streptanthus oblanceolatus T.W. Nelson & J.P. Nelson
- Streptanthus oliganthus Rollins
- Streptanthus petiolaris A. Gray
- Streptanthus pilosus (S. Watson) Jeps.
- Streptanthus platycarpus A. Gray
- Streptanthus polygaloides A. Gray
- Streptanthus purpureus Sánchez Mata & al.
- Streptanthus simulans (Payson) Jeps.
- Streptanthus squamiformis Goodman
- Streptanthus tortuosus Kellogg
  - Streptanthus tortuosus subsp. truei Al-Shehbaz
- Streptanthus vernalis R. O'Donnell & R. Dolan
- Streptanthus vimineus (Greene) Al-Shehbaz & D.W. Taylor

nom en synonymie
- Streptanthus albidus Greene
  - Streptanthus albidus subsp. albidus Greene
  - Streptanthus albidus subsp. peramoenus (Greene) Kruckeb.
  - Streptanthus amplexicaulis var. barbarae J.T. Howell
- Streptanthus angustifolius Nutt.
- Streptanthus arcuatus Nutt.
- Streptanthus argutus Greene
- Streptanthus arizonicus S. Watson
- Streptanthus asper Greene
- Streptanthus biolettii Greene
- Streptanthus boliviensis Muschl.
- Streptanthus brazoensis Buckley
- Streptanthus coloradensis A. Nelson
- Streptanthus coombsae Eastw.
  - Streptanthus cordatus subsp. cordatus Nutt.
  - Streptanthus cordatus subsp. piutensis (J. Howell) D.W. Taylor
- Streptanthus crassifolius Greene
- Streptanthus dudleyi Eastw.
- Streptanthus englerianus Muschl.
- Streptanthus foliosus Greene
- Streptanthus glabrifolius Buckley
  - Streptanthus glandulosus subsp. secundus var. hoffmanii Kruckeb.
  - Streptanthus glandulosus subsp. secundus var. sonomensis Kruckeb.
  - Streptanthus glandulosus var. albidus (Greene) Jepson
  - Streptanthus glandulosus var. hoffmanii Kruckeb.
  - Streptanthus glandulosus var. niger (Greene) Munz
  - Streptanthus glandulosus var. sonomensis Kruckeb.
- Streptanthus lilacinus Hoover
- Streptanthus linearifolius A. Gray
- Streptanthus linearis Greene
- Streptanthus longifolius Benth.
  - Streptanthus maculatus subsp. maculatus Nutt.
  - Streptanthus maculatus subsp. obtusifolius (Hook.) Rollins
- Streptanthus micranthus A. Gray
- Streptanthus mildredae Greene
- Streptanthus niger Greene
- Streptanthus obtusifolius Hook.
- Streptanthus orbiculatus Greene
- Streptanthus parryi Greene
- Streptanthus peramoenus Greene
- Streptanthus procerus Brewer
- Streptanthus pulchellus Greene
- Streptanthus repandus Nutt.
- Streptanthus rigidus (Greene) Hoover
- Streptanthus sagittatus Nutt.
- Streptanthus sanhedrensis Eastw.
- Streptanthus secundus Greene
- Streptanthus sparsiflorus Rollins
- Streptanthus stenophyllus Rollins
- Streptanthus suffrutescens Greene
- Streptanthus tehuelches (Speg.) Gilg & Muschl.
  - Streptanthus tortuosus var. flavescens Jeps.
  - Streptanthus tortuosus var. orbiculatus (Greene) H.M. Hall
  - Streptanthus tortuosus var. pallidus Jeps.
  - Streptanthus tortuosus var. suffrutescens (Greene) Jeps.
  - Streptanthus tortuosus var. tortuosus Kellogg
- Streptanthus validus (Greene) Cory
- Streptanthus versicolor Greene
- Streptanthus virgatus Nutt.
- Streptanthus wyomingensis A. Nelson